# エゼルバルド (マーシア王)
エゼルバルド（Æthelbald、757年没）は、8世紀マーシア王国の王。アルウェオの息子でエオワの孫。716年に従兄弟ケオルレッド王が急死した後マーシアに帰還し、王位に就いた。エゼルバルドはその後約40年間王位を保ち、その間マーシアはかつてのペンダ王（在位626-655年）やウルフヘレ王（在位658-675年）の頃の隆盛を取戻してアングロサクソン七王国の中で支配的な地位を築いたが、757年衛兵に暗殺された。
エゼルバルドが即位した頃、ウェセックス王国にはイネ、ケント王国にはウィトレッドという強力な王がいたが、年代記者ベーダの記述するところではエゼルバルドは王となってから15年経った731年にはハンバー川以南のイングランド南部すべてを掌中に収めたという。『アングロサクソン年代記』はエゼルバルドをブレトワルダ、つまり「ブリタニアの支配者」の一人には挙げていないが、これはこの『年代記』がウェセックス人によって書かれたことが理由とみられる。
ウェセックス生まれでゲルマニアで司教となった聖ボニファティウスは、745年の書簡でエゼルバルドの放埓で反宗教的な振る舞いを非難している。その後747年のクロブショー教会会議を経て749年にガムリーで発布した勅許状においてエゼルバルドは教会の義務を免責したが、これはボニファティウスの書簡への対応であった。757年、一説には相続を巡る争いによって、衛兵によって殺害され、死後ベオルンレッドという人物が王位に就いたが同じ年のうちにエゼルバルドの従兄弟エアンウルフの孫にあたるオファが内戦を経て王位を奪い、オファの下でマーシアは最盛期を迎えた。

## 出自と即位

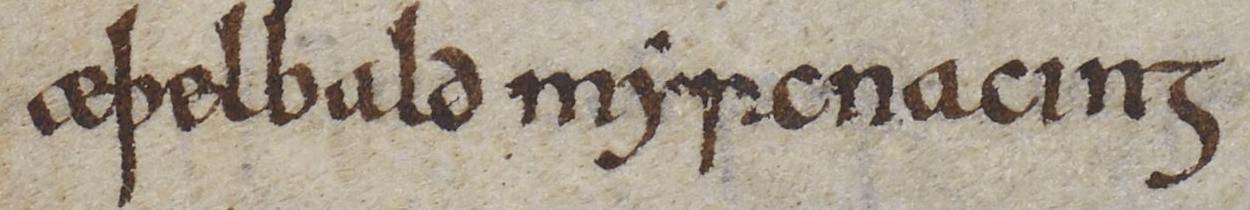
『アングロサクソン年代記』におけるエゼルバルドへの言及箇所

エゼルバルドはマーシア王家の血筋ではあるが、父アルウェオ（Alweo）はマーシアの王ではない。アルウェオの父エオワは、一部資料では弟のペンダと共同で王位に就いていたとされている。『アングロサクソン年代記』にはエオワに関する記述がなく、ペンダ在位を626年からウィンウェドの戦いで命を落とす656年までの30年間としているが、後代の2つの資料『ブリトン人の歴史』と『カンブリア年代記』はエオワを王としており、『カンブリア年代記』はエオワは644年のメザーフェルスの戦いで死にペンダはノーサンブリア王オズワルドを敗走させたとしている。ペンダ治世に関する記述は乏しく、はたしてエオワがペンダの下位の王でペンダに臣従を誓っていたのか、あるいはマーシアを分かち合って共同統治していたのかは推測の域を出ない。もし共同統治していた場合エオワはマーシア北部を治めていたとみられるが、これは後にペンダの息子ペアダが、656年にペンダを打ち取ったノーサンブリア王オスウィによってマーシア南部の王に据えられたためである。エオワはメザーフェルスの戦いでペンダに反旗を翻していた可能性もある。

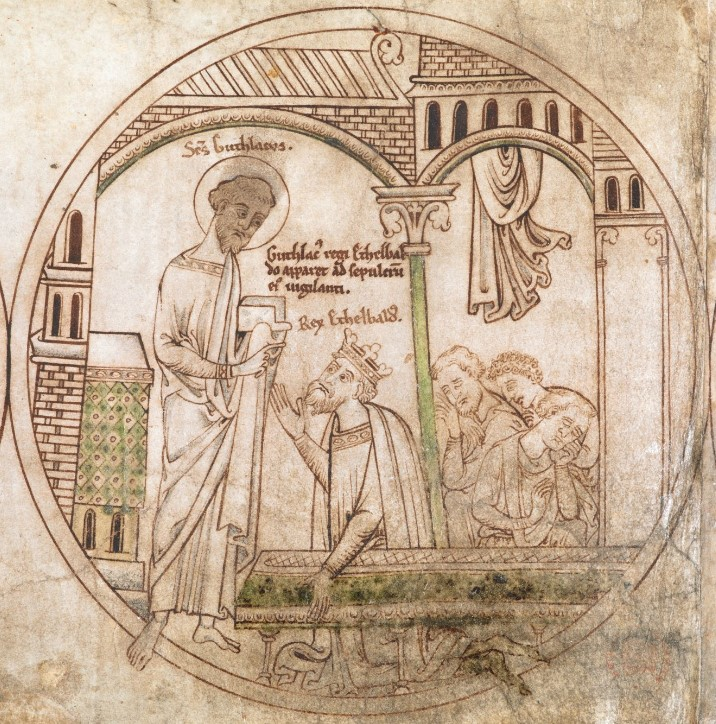
エゼルバルドの夢に現れた聖グスラック（13世紀初め『Guthlac Roll』の円形挿絵より）。

エゼルバルドが幼少の頃、マーシア王家はペンダの血筋が支配しており、ペンダの孫、すなわちエゼルバルドの又従兄弟にあたるケオルレッド（Ceolred）が709年から716年まで王位に就いていた。初期の資料、フェリクスの『聖グスラックの生涯』によれば、エゼルバルドはケオルレッド王により国外へ追放されたという。聖グスラック (Guthlac of Crowland) は元々マーシアの豪族で戦士であったが、暴力が支配する生活を棄ててレプトンで最初の修道士となった人物で、晩年はイーストアングリアの湿地帯クローランドにある墳丘墓で隠者生活を送っていた。マーシアを追放されたエゼルバルドとその手下たちはあるときこの湿地帯に身を隠し、グスラックのもとを訪れた。グスラックはエゼルバルドの身の上に同情したというが、これはケオルレッドが修道院を抑圧していたことも理由のひとつであるかもしれない。グスラックのもとには、エゼルバルドだけではなく有力なマーシア人でリッチフィールド司教であったハッデ(Haedde) なども訪れており、グスラックの助力を得たことが後にエゼルバルドの王位奪還の一助となった可能性もある。グスラックの死去後、エゼルバルドの夢にグスラックが現れ大願成就を予言したとされ、エゼルバルドは即位後その報いとしてグスラックを記念した修道院を建造した。
716年、ケオルレッドが宴会の最中に発作を起こして死に、エゼルバルドはマーシアに帰還し王位に就いた。なおエゼルバルド即位の前にケオルレッドの兄弟とされるケオルワルドという人物が短期間王位に就いていた可能性がある。エゼルバルドが王位に就いたことでペンダの血筋は一時途絶え、エゼルバルドの後は、少し間をおいて、同じくエオワの子孫であるオファが王位に就いた。父アルウェオを除きエゼルバルドの近親者についてはほとんど何も分かっていないが、2通の勅許状の証人欄にエゼルバルドの兄弟としてヘルドベルト (Heardberht)というエアルドルマン（貴族）の名がある。

## マーシアの権勢

エゼルバルドが生まれた頃、7世紀後半のブリタニア諸国

エゼルバルドの治世にマーシアは復権を果たし、それは8世紀の終わりまで続いた。エゼルバルドの次に王となったが在位が一年にも満たなかったベオルンレッドを除けば、マーシアはアングロサクソン列王の中でももっとも強力な二人の王、エゼルバルドとオファにより80年間統治された。こうした長期政権は当時稀で、例えばノーサンブリアでは同じころ11人の王がおりその多くが暴力による死を迎えている。
エゼルバルドは731年までにイングランドの南半分、ハンバー川以南を手中に収め大君主（大王、上王、overload）となった。エゼルバルドと従属する下位の王たちとの関係性を直接的に示す資料はほとんど残されていない。一般にエゼルバルドのような上王に従属する王も依然「王」とみなされるが、その自主性は多方面で制限される。勅許状 (charter)はこうした関係性を探る重要な資料で、従者や教会の人間に土地の所有などを認める文書であり、その土地所有を許可する権限のある王が文書の証人となる。従属的王の領地内にある土地の所有を許可する勅許状には、その従属的王のみならず上王の名も証人一覧に記載される。こうした証人一覧は例えばイスメレの勅許状などにもみられる。勅許状に記載された王の称号も関係性を確認する手掛かりとなり、従属的王は"subregulus" "underking"などと称される。
イングランド南部の2国、ウェセックス王国とケント王国への侵攻についてはその過程を確認するのに十分な資料が残されている。エゼルバルド治世の初期、ケントにはウィトレッド (Wihtred)、ウェセックスにはイネという二人の強力な王がいたが、ウィトレッドは725年に死去し、イネは726年に退位してローマへ巡礼の旅に出た。『アングロサクソン年代記』によれば、イネの死の同年、エゼルヘルドとウェセックス初期の王チェウリンの血を引くオズワルド (Oswald)というエアルドルマンとの間で王位をめぐる争いがおこり、最終的にこの戦いで勝利したエゼルヘルドがその後マーシアの権威に従属してウェセックスを統治したことが示されている。したがって、エゼルバルドはエゼルヘルドおよび739年に王位を継承したクスレッドの即位を手助けした可能性がある。720年代はじめにサセックス（南サクソン）がウェセックスから離脱したことを示す資料もあり、これは同地域でエゼルバルドの影響力が高まったためとする説もあるが、ウェセックスの力が弱まったのはマーシアではなくケントの影響とする説もある。
ケント王国では、エゼルバルドがケントの教会の擁護者であったことがケントで発行された勅許状に示されている。エゼルバルドがケントの土地所有を承認したという勅許状は見つかっておらず、エゼルベルト2世(Æthelbert II of Kent)やエアドベルト (Eadbert I of Kent)らケント王がエゼルバルドの同意を得ることなく土地の承認を行っていた。これは単にエゼルバルドが上王であることを示す勅許状が残っていないだけであろうが、一方でエゼルバルドがケントに及ぼした影響を直接示す証拠は何もない。 
エセックスでの出来事に関する情報は比較的少ないが、この頃からロンドンはエセックスではなくマーシアに帰属するようになったとみられる。エゼルバルドの前の3人の王、エゼルレッド、コエンレッド、ケオルレッドはそれぞれ東サクソンの勅許状でトゥイッケナム所領をロンドン司教ワルドヘレ (Waldhere)に認めている。ケントの勅許状では、エゼルバルドがロンドンの支配権を握り、これ以降マーシアに帰属したものとみられ、オファの初期の勅許状でもハーロウ所領に関するものがあるがエセックス王の名は証人欄にすら見られない。南サクソン（サセックス）に関してはほとんど勅許状が残っていないが、ケントと同様土地の承認にエゼルバルドの同意を必要としていなかったことが分かっている。ただし資料がほとんどないとしても、同時代の年代記者ベーダが南部イングランドの司教を列挙した上で「これらの国全部およびハンバー川流域までのそのほかの南部諸国は、各自の王と一緒にマーシア王エゼルバルドに服属した」と述べた事実は変わらない。
エゼルバルドが王権維持のため戦争をしたことを示す資料がある。733年エゼルバルドはウェセックスへの遠征を行いサマトン (Somerton) の荘園を手にいれた。『アングロサクソン年代記』にも740年にクスレッドはエゼルヘルドから王位を継承し「大胆にもマーシア王エゼルバルドに戦いを挑んだ」との記述がある。3年後クスレッドはエゼルバルドと共にウェールズと戦ったとされる。これはマーシアがクスレッドに賦課した軍役とみられ、7世紀の強大なマーシア王ペンダとウルフヘレも下位の王に同様のことをした。752年エゼルバルドとクスレッドは再び敵対し、ある写本によればクスレッドはバーフォードで「彼（エゼルバルド）を敗走させたという。エゼルバルドは存命中のうちに西サクソンへの権威を復活させたとみられ、後代のウェセックス王キュネウルフの名が即位間もない757年のエゼルバルド勅許状の証人欄に見ることができる。
740年にはピクト人とノーサンブリアとの間で戦争があった。エゼルバルドはピクト人の王オェングス (Óengus I of the Picts) と同盟を組んだ模様で、王エアドベルト (Eadberht of Northumbria) 不在の隙をついてノーサンブリア国土を荒らし、おそらくはヨークを焼き払った。

## 称号と「ブレトワルダ」

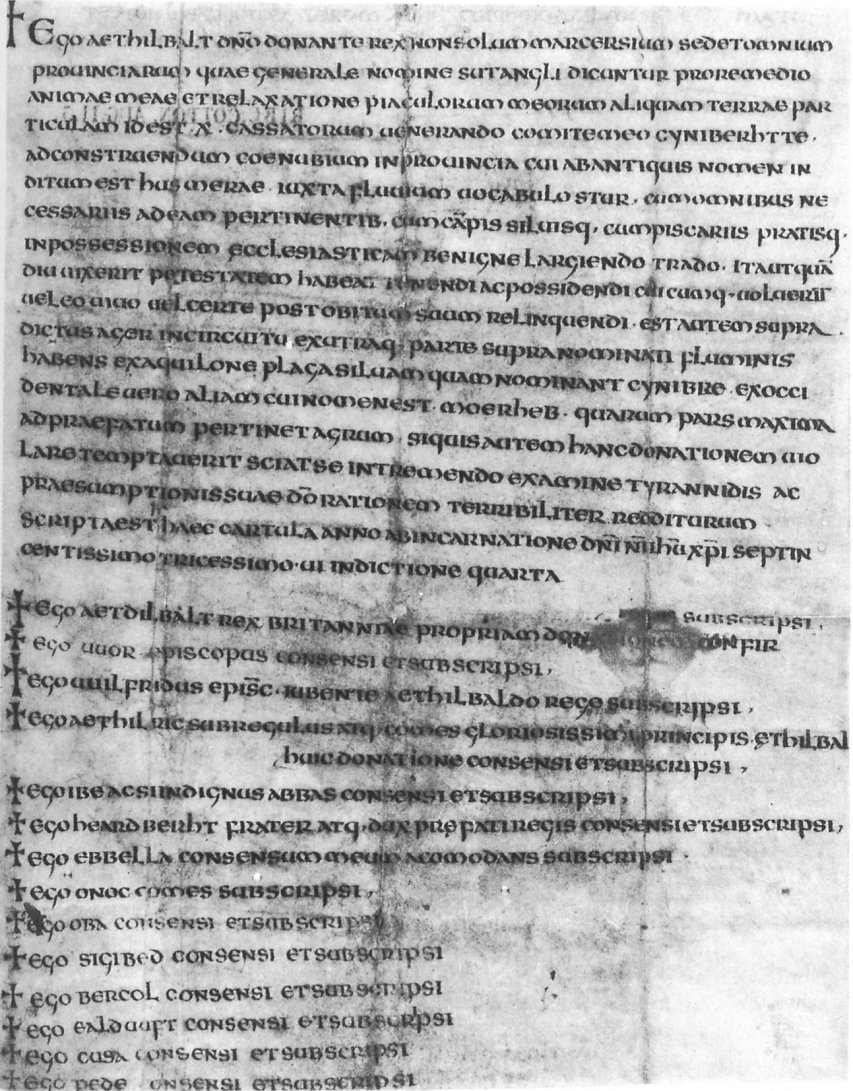
736年、エゼルバルドがキュネベルトへ出した「イスメレ勅許状」

ベーダは著書『英国民教会史』で、5世紀後半から7世紀後半にかけてハンバー川にいたるイングランド南部を統治した7人の王を列挙した。その後、この時代のもうひとつ重要な資料である『アングロサクソン年代記』はこれら7人の王を「ブレトワルダ（bretwakdas または brytenwaldas.「ブリテンの支配者」「広域の支配者」の意）」と呼び、9世紀のウェセックス王エグバートを8番目のブレトワルダに加えた。結果挙げられた8人のブレトワルダの中には、強大であったマーシア王たちが含まれていない。これは年代記の著者が単純にベーダが挙げた7人にエグバートを加えただけで、イングランドで同等の力をもった王が他にいなかったということを主張した訳ではないともみられるが、年代記の作者はほぼ間違いなく西サクソン人であり、エゼルバルドもオファもウェセックスの王ではなかったため年代記作者は祖国への思い（プライド）からこの二人への言及を避けた可能性もある。「ブレトワルダ」という言葉の意味、そして8人の王が振るった権力の性質については学問的考察が数多くなされてきた。そのひとつに、ベーダが教会史を書いたのがエゼルバルド治世中であったため、列挙された7人の王たちはハンバー川以南の支配においてエゼルバルド王権の原型とみなしうる王たちとする解釈もある。
エゼルバルドの権勢、少なくともその称号を示す資料として重要なものに、736年発行の「イスメレ勅許状 (Ismere Diploma) 」（当時の写本、あるいは原本が現存する）がある。この文書でエゼルバルドは「マーシアのみならずイングランド南部と称されるすべての地域の王」とされ、証人欄には更に"Rex Britanniae"（ブリタニアの王）との記述もある。ただしこの"Rex Britanniae"は、Bretwald （ブレトワルダ）のラテン語表現だとする歴史家もおり、当時こうした称号は、730年代の別の文書で同じような称号が使われているウスター以外では存在が認められていない。

## 教会との関係
745から746年にかけて、ゲルマニアで布教を行ったアングロサクソン人宣教師聖ボニファティウスが、他7人の司教と共同でエゼルバルドに宛てて「教会収益金の窃取」「教会特権の侵害」「聖職者への強制労働負荷」「修道女との姦通」といった罪を厳しく問う手紙を送った。手紙ではエゼルバルドに妻を娶って色欲の罪を絶つよう説いて次のように述べた。
ですから、愛する息子よ、神の子キリストとその降臨と神の王国とによって、あなたの恩寵をお願いします。もしあなたがこの悪習を続けているのが事実ならば、人生を悔い改め、身を清め、あなたの中に創造された神の姿を色欲によって悪徳な悪魔に似た姿に変えることがいかに卑劣なことであるかを心に留めておいてください。あなたが多くの人の上に王そして支配者と成り得たのは、自分の行いによってではなく、溢れんばかりの神の恵みによるものであることをお忘れなきように。あなたは自分の欲望で自分を悪霊の奴隷にしているのです。
ボニファティウスはまず手紙をヨーク大司教エグベルト (Ecgbert, Archbishop of York) へ送って王の不適切な行いを改めさせ何であれ善行を奨励するよう頼み、次いでエゼルバルドがかつて耳を傾けた修道士ヘレフリス(Herefrith)に、手紙を読んで王に直接内容を説明することを求めた。ボニファティウスは手紙でエゼルバルドの信仰心や施し物を与える行為を褒め称えることも忘れなかったが、その批判はエゼルバルドのその後の考え方に影響を与えた。グロスター修道院からの9世紀の寄付一覧に、エゼルバルドがマーシアの大修道院長の血縁者を「刺したか殴ったか」して殺したとする話があったこともまたエゼルバルドの否定的評価につながった。エゼルバルドは、おそらくタットウィニ（Tatwine）、ノートヘルム（Nothelm）、カスバート（Cuthbert、元ヘレフォード司教か）と続くカンタベリー大司教の任命に影響力を及ぼした。ボニファティウスの強い批判があったにもかかわらず教会人事に積極的に関わろうとした。後にボニファティウスがカスバートに宛てた手紙には、フランク王国での教会会議、特に747年に開かれた会議に関する情報が大量に含まれており、ボニファティウスは教令(decree)も手紙に添付して送っていた。ボニファティウスは明示的に教会会議を開くことをカスバートに提案したわけではないが、ボニファティウスの意図は明らかであった。事実、その後クロブショー（Clovesho　現在地は不明）で教会会議が開かれ、エゼルバルドも出席し、おそらくは議長をつとめた。会議では教会と俗界の関係が議題となり、聖職者側の不品行が非難された。会議は修道士と平信徒の関係を制限し修道士に許されない世俗の行いが定められ、世俗の商売や歌、とくに滑稽な歌が禁止された。

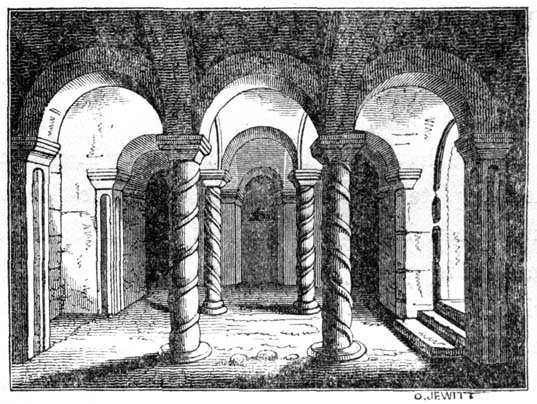
エゼルバルドが埋葬されたレプトンの遺体安置所を描いた19世紀の版画。

この2年後の749年にガムリー（Gumley）で開かれた教会会議において、エゼルバルドは教会土地所有者を「橋梁の築造」「要塞の建造」（「トゥリノダ・ネケシタス」の一部）を除くすべて賦課から解放する勅許状を発行した。この勅許状の証人はマーシア人司教のみであったためマーシア国外では効力が無かった可能性もあるが、ボニファティウスに刺激をうけクロブショー会議で推進された改革プログラムの重要な一部であった可能性もある。

## 死

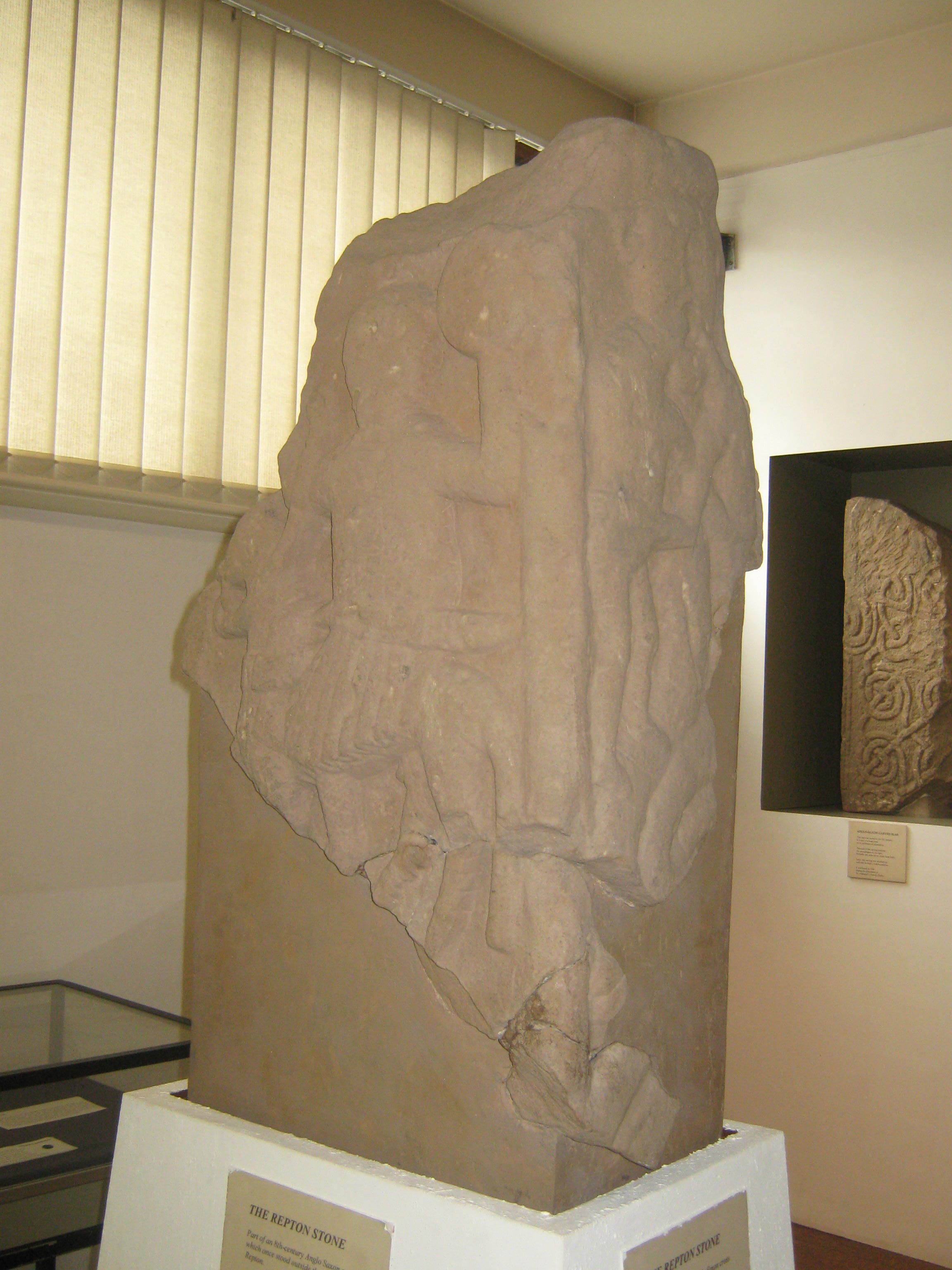
ダービー博物館（en）に展示されているレプトンの石柱。エゼルバルドを描いたとされている。

757年、エゼルバルドは居城タムワース近郊のウォリックシャーセッキントン (Seckington)  で殺害された。後に書かれたベーダ『教会史』続編によれば、エゼルバルドは「夜、護衛によって不誠実な方法で殺害された」とされるが、暗殺の動機については言及がない。一説には相続をめぐっての争いであったという。その死後、短期間ベオルンレッドがマーシア王となった。エゼルバルドはレプトンに葬られ、その遺体安置所は現在でも見学可能である。当時の記録には「エゼルバルドが地獄にいるのを見た」とする記述もあり、概して評判の良い人物ではなかったという印象を強めている。当時レプトンに建てられた教会はおそらくエゼルバルドが王家の霊廟として造らせたもので、ウィスタン（Wigstan 9世紀マーシア王家の人物）も同地に葬られている。
レプトンでは、一面に男性の姿が彫られた十字架付き柱の断片があり、おそらくはエゼルバルドを記念したものとされている。彫刻は、鎧をまとい剣と楯をかかげた男性の姿で、頭にはダイアデム (冠)をつけている。もしこれがエゼルバルドであれば、イングランド王の姿を大きなサイズで描いた最古の表現となる。